# Ribes sardoum
Ribes sardoum Martelli – gatunek rośliny z rodziny agrestowatych (Grossulariaceae DC.). Występuje endemicznie na włoskiej wyspie Sardynii. Gatunek ten prawdopodobnie pierwotnie był rozmieszczony w strefie borealnej i przeniósł się w cieplejsze rejony, gdy zmienił się klimat. Obecnie uznaje się tę roślinę za gatunek reliktowy, ponieważ nie występuje już nigdzie indziej. Jego najbliżsi krewni występują w Chinach, Japonii i Ameryce Północnej.

## Rozmieszczenie geograficzne
R. sardoum znany jest tylko z jednej subpopulacji. Została ona zarejestrowana na Sardynii, w środkowo-wschodniej części wyspy, w prowincji Nuoro, w okolicach miasta Oliena, około 10 km za południowy wschód od Nuoro. Jest to klasyczne miejsce występowania gatunku (locus classicus). Występuje w małej dolinie z ekspozycją na południe. Zasie występowania wynosi zaledwie 1 km². 

## Morfologia
PokrójNiewielki krzew liściasty dorastający do 0,5–1,8 m wysokości. Młode p edy mają czerwonawą barwę. Gałęzie są krótkie, starsze są szarawe i kręte.
LiścieMałe, klapowane. Mierzą 12–20 mm długości i 15–22 mm szerokości. Liść na brzegu jest ząbkowany. Pokryte są żółtymi gruczołami, bardziej obficie na spodniej stronie.
niższe.
KwiatyObupłciowe, zebrane w baldachogronach. Rozwijają się w kątach pędów.
OwocePojedyncze nagie jagody o prawie kulistym kształcie. Mierzą 7 mm długości i 8 mm szerokości. Mają ciemnoczerwoną barwę. W smaku są kwaśne.

## Biologia i ekologia
Rośnie na wapiennym podłożu. Ma bardzo niską płodność ze względu na wczesne zrzucenie zalążni. Kwitnie od Kwietnia do czerwca, natomiast owoce pojawiają się od lipca do września. Preferuje świeże i wilgotne podłoże. Występuje na wysokości od 1000 do 1300 m n.p.m. Rośnie w 9. strefie mrozoodporności. 

## Ochrona
W Czerwonej księdze gatunków zagrożonych został zaliczony do kategorii EN – gatunków krytycznie zagrożonych. Został wymieniony w tej kategorii, ponieważ jego populacja obejmuje tylko nieregularny obszar o powierzchni około 300 m², a Zasie występowania ogranicza się do 1 km². Liczba dojrzałych osobników wynosi około 50 i ma tendencję spadkową. Spadek ten wynika z niskiej żywotności nasion oraz z wypasu kóz i owiec. Jednak pomimo presji ze strony roślinożerców nie wydaje się, że zakres występowania są odkąd po raz pierwszy opisano R. sardoum pod koniec XVIII wieku. Brak danych historycznych utrudnia ocenę obecnej dynamiki populacji. Niemniej jednak gatunek ten jest poważnie zagrożone wyginięciem, głównie ze względu na niską żywotność nasion z przyczyny jeszcze nie zrozumiałej. 
Roślina jest wymieniona jako gatunek priorytetowy w załączniku II dyrektywy siedliskowej oraz w załączniku I konwencji berneńskiej. Obecnie nie ma żadnej ochrony prawnej dla tego gatunku, mimo że znalazł się on w proponowanym projekcie ustawy sejmiku Sardynii w 2001 roku w sprawie ochrony gatunków roślin na wyspie. Roślina R. sardoum jest wymieniona w załączniku jako gatunek endemiczny. Jednak prawo to jest kontrowersyjne, ponieważ może zwiększyć zainteresowanie zbierania tego gatunku. Wielka Brytania włączyła ten gatunek w swoim ustawodawstwie krajowym wśród gatunków zagrożonych wyginięciem. Ochrona in situ polega na zobowiązaniu miejscowej ludności do ochrony przed pożarem i miejscem wypasu zwierząt. W ramach ochrony ex situ R. sardoum uprawiany jest w ogrodzie botanicznym we Florencji. 
Według IUCN dla przetrwania tego gatunku w środowisku naturalnym wymagane powinno być rozwinięcie poważnych planów zarządzania w celu ochrony gatunku przed nadmiernym wypasem zwierząt, pożarami oraz zbieraniem okazów. Roślinę należy również uprawiać ex situ (jak to ma miejsce we Florencji) w celu ostatecznego wzmocnienia istniejącej populacji, a być może podjęcia wprowadzenia do podobnych siedlisk.